# HD 21011
HD 21011，又名CD-48 930，SAO 216278、HR 1021，是一颗恒星，视星等为6.39，位于銀經258.4，銀緯-54.29，其B1900.0坐标为赤經3h 18m 19.5s，赤緯-48° -54.29′ 4″。